# Federico de Pereda
Federico de Pereda fue un pintor español del siglo XIX. 

## Biografía
Pereda, al que Ossorio y Bernard hace «natural de Burgos», presentó en la Exposición Nacional de Bellas Artes verificada en Madrid en 1881 los cuadros El campanario, La novicia y un retrato del Sr. de C. En la Universal de París celebrada en 1878 había presentado Dos paisajes. También concurrió a las que abrió el dorador Hernández en 1881, 1882 y 1883 con sus trabajos titulados Después del baile, No estoy en casa, Los viejos piratas, Una cabeza, Timidez y Una chula. En la del Círculo de Bellas Artes de Madrid verificada en 1883 presentó Una florista, Flor de estufa, Flor de campo y Un retrato.